# Tommy Portimo
Tommy Portimo (Kemi, 5 settembre 1981) è un batterista finlandese, componente del gruppo musicale finlandese Sonata Arctica. Assieme a Tony Kakko è uno dei membri fondatori del gruppo.
I gruppi che maggiormente influenzano lui stesso nonché la sua musica sono: Stratovarius, Nightwish e Sentenced.
Tommy attualmente utilizza batterie Pearl e piatti Paiste.